# 1358
1358 (MCCCLVIII) je bilo navadno leto, ki se je po julijanskem koledarju začelo na ponedeljek.

## Dogodki

### Slovenija
- 30. julij - Po smrti oglejskega patriarha Nikolaja Luksemburškega traja skoraj leto dni preden papež Inocenc VI. imenuje naslednjega. 1359 ↔
- 16. avgust - Umre avstrijski vojvoda Albert II. Habsburški. Vojvodine Avstrija, Štajerska in Koroška nasledi sin Rudolf IV.
  - Rudolf IV. v tem letu ponaredi dokument Privilegium Maius, ki je ponarejen po vzoru listine Privilegium Minus iz leta 1156 cesarja Friderika I. Barbarosse, s katero je Barbarossa povzdignil avstrijsko marko v vojvodino. Ponaredek, ki se ambiciozno sklicuje na volila Julija Cezarja in Nerona, Avstrijo razglaša za nadvojvodino. Poznavalec antike Francesco Petrarca brž dokaže, da gre za očiten ponaredek. 1452 ↔
- Celjski grof Friderik I. opravi misijo na papeškem dvoru v Avignonu kot odposlanec vojvode Alberta II. Avstrijskega in madžarskega kralja Ludvika I. 1359 ↔

### Stoletna vojna in žakerija
- 13. januar - Pariz: neuspešen sklic Skupščine stanov[1], ki ga prvi in drugi stan večinoma bojkotirata.
- 22. februar - Pariz: vsesplošna vstaja pariškega ljudstva pod vodstvom predstavnika tretjega stanu Étienna Marcela, ki naščuva Parižane nad kraljevi dvor. Vpričo dofena Karla Valoiškega sta brutalno umorjena dva dvorna visoka plemiča. Umor plemičev spodbudi do takrat omahljivo plemstvo, ki se je distanciralo od dogajanj v Parizu, da podpre nepriljubljeno krono in dofena. Marcel izgubi podporo tudi pri večini zastopnikov tretjega stanu.
- 21. maj - Rouen, Reims: začetek žakerije, spontanega, kratkega in burnega kmečkega upora proti francoskemu plemstvu, ki je v zgodnjem poletju zajel velik del severne Francije in bil po slabem mesecu dni brutalno zatrt. Upor se začne v vaseh ob reki Oise severno od Pariza. Plemstvo, ki jim je prišlo v roke, linčajo na najbolj brutalne načine, večinoma ženske in otroke, saj so možje v vojni z Angleži. Med številnimi skupinami spontanega upora je najbolj prepričljiva skupina, ki jo vodi premožni kmet Guillaume Cale, imenovan tudi Jacques Bonhomme, ki mu je uspelo pridobiti tudi nekaj nižjega plemstva in s tem vojaško prepričljivost. Ker dofen ne uživa zaupanja francoskega plemstva, se le-to za pomoč obrne na navarskega kralja in rivala Karla II., ki mu uspe oblikovati majhno, a udarno koalicijo drugače politično nasprotujočega si plemstva in celo angleških najemnikov. ↓
- 10. junij → Bitka pri Melloju: vojska Karla Navarskega odločujoče porazi kmečke upornike. Pred bitko voditelj uporniške vojske Guillaume Cale naivno pristane na pogajanja s Karlom Navarskim, ki naslednji dan krvavo obračuna z demoralizirano kmečko vojsko. Maščevanje plemstva je neizprosno.

- - Bitka pri Meauxu: stranska epizoda zgoraj omenjene bitke. Okoli dvajset vitezom uspe preboj iz gradu v mestu Meaux, ki ga oblegajo meščani v sodelovanju s kmečkimi uporniki. V gradu se je nahaja dofenova soproga Ivana Burbonska. Dvajset vitezom uspe premagati več kot tisoč glavo množico upornikov, ki so prekrokali noč. Panična množica zabije ozke uličice, skozi katere si omenjena skupina vitezov skoraj brez odpora utre pot. Za sabo pusti več sto trupel, pade le en vitez. Po bitki so preživeli uporniki in številni nedolžni, ki niso sodelovali v žakeriji, množično pomorjeni, mesto Meaux je razrušeno do tal, pokrajine, v katerih so bila žarišča upora, pa ekonomsko uničene.
- junij, julij - Po zatrtju žakerije napravi Karel Navarski nepričakovano potezo in se s pomočjo angleških najemnikov utrdi v uporniškem Parizu. Francosko plemstvo, ki ga je izbralo za vodjo proti kmečkim upornikom, množično preide na dofenovo stran.
- 31. julij - Meščani Pariza umorijo Étienna Marcela, predstojnika ceha pariških trgovcev in voditelja protirojalističnih upornikov v Parizu. Očitajo mu, da je šel predaleč v kolaboriranju s Karlom Navarskim in z Angleži.
  - avgust - Dofen Karel Valoiški se vrne v Pariz in podeli splošno amnestijo vsem pariškim upornikom razen najožjim sodelavcem Étienna Marcela. 1359 ↔
- 22. avgust - Umre angleška kraljica-mati Izabela Francoska. Večino svojega premoženja zapusti najljubšemu vnuku Edvardu Črnemu Princu.
- Provansa je še vedno na udaru razbojniške tolpe "nadduhovnik" Arnauda de Cervoleja. Papež Inocenc VI. si za 20.000 florenških zlatnikov florintov odkupi nazaj vse utrdbe na papeških ozemljih v okolici Avignona, ki jih je zavzela omenjena tolpa.

### Ostalo
- 10. januar - Magreb: še preden marinidski sultan Abu Inan Faris popolnoma okreva od kuge, ga zahrbtno umori en od njegovih vezirjev. Starejši sultanov sin Muhamed II. ibn Faris je že po nekaj dneh "vladanja" zamenjan in ga nasledi mlajši sin Abu Bakr ibn Faris. Začne se obdobje postopnega propada Marinidskega sultanata. 1359 ↔
- 18. februar - Sklenjen je Zadarski mir: Benečani bankrotirajo in kapitulirajo pred ogrskim kraljem Ludvikom I. in se odpovejo celotni Dalmaciji. Priključitev Dalmacije titularni ogrski Kraljevini Hrvaški ima velike politične, družbene in gospodarske posledice za regijo.
- 7. junij - Umrlega japonskega šoguna Ašikage Takaučija, ki je vladal Severnemu dvoru, nasledi sin Ašikaga Josiakira, ki pa ima težave z uveljavljanjem oblasti.
- 27. junij - Začetek Dubrovniške republike. Dubrovnik se osvobodi nadoblasti Beneške republike, ki so jo iz Dalmacije v tem letu izrinili Madžari. Ogrski kralj Ludvik I. podeli Dubrovniku polno avtonomijo v zameno za plačilo letnega davka 500 dukatov in nadaljnje zavezništvo v pomorskih bitkah proti Benečanom.
- 1. september - Nemški vitez križnik Bonifacius Rotarius se povzpne na 3.538 visok vrh Rocciamelone v italijasnkih zahodnih Alpah. Za razliko od Petrarkovega planinarjenja je njegov motiv bolj duhoven, saj na vrh ponese majhen kipec Device Marije v zahvalo za rešitev iz muslimanskega ujetništva v Sveti deželi.
- oktober - Še v tem letu se Ludvik I. zaplete v srbske zdrahe, kjer posreduje v sporu med dvema neimenovanima obmejnima plemičema. 1359 ↔
- Mesti Gdansk/Danzig in Elbing, sicer del Meniške države tevtonskih vitezov, se priključita trgovski Hanzeatski zvezi.
- Dekanska planota: umrlega ustanovitelja muslimanskega Sultanata Bahmani Hasana Ganguja nasledi sin Muhamad Šah I.

## Rojstva
- 20. februar - Eleanora Aragonska, kastiljska kraljica († 1382)
- 24. avgust - Ivan I., kastiljski kralj († 1390)
- 25. september - Ašikaga Jošimicu, japonski šogun († 1408)
- Elizabeta Nürnberška, nemška kraljica († 1411)
- Filip Artoiški, francoski plemič, grof Euja[2] († 1397)

## Smrti
- 10. januar - Abu Inan Faris, marinidski sultan (* 1329)
- 7. junij - Ašikaga Takauči, japonski šogun (* 1305)
- 9. junij - Guillaume Cale[3], francoski kmet, voditelj žakerije
- 30. julij - Nikolaj Luksemburški, oglejski patriarh (* 1322)
- 31. julij - Étienne Marcel, predstojnik ceha pariških trgovcev, voditelj upornikov v Parizu (* 1310)
- 16. avgust - Albert II. Habsburški, vojvoda Avstrije, Štajerske in Koroške (* 1298)
- 22. avgust - Izabela Francoska, angleška kraljica, regentinja, vojskovodja (* 1295)
- november - Gregorij iz Riminija, italijanski teolog in filozof (* okoli 1300)
- Hasan Gangu, ustanovitelj Sultanata Bahmani (* 1291)
- Izabela Bruce, škotska princesa, norveška kraljica (* 1272)
- Jean Buridan, francoski filozof, logik, učenjak (* 1300)
- Wang Meng, kitajski slikar (* 1308)